# Araneus bicentenarius
Araneus bicentenarius är en spindelart som först beskrevs av Henry Christopher McCook 1888.  Araneus bicentenarius ingår i släktet Araneus och familjen hjulspindlar. Inga underarter finns listade i Catalogue of Life.